# Christian Weiper
Christian Weiper (* 1967 in Ahaus) ist ein deutscher Kapellmeister und  Offizier im Militärmusikdienst der Bundeswehr.

## Werdegang
Christian Weiper spielte im Musikverein Wessum e. V. Trompete und kam 1992 zum Studium im Fach Trompete an die Musikhochschule Detmold, nachdem er zuvor ein paar Jahre  im Heeresmusikkorps 100 in Münster als Musiker eingesetzt war. 
Von 1995 bis 1999 besuchte Weiper die Musikhochschule Enschede, um bei Gert Buitenhuis das Fach Dirigieren zu studieren und zum Jahresende 2001 das Kapellmeisterexamen an der Messiaen Academic abzulegen. Im selben Jahr kam er als Dirigent zum Musikkorps der Grenzschutzpräsidium Süd (Bundespolizeiorchester München) und wechselte im Januar 2002 als Dirigent zum Landespolizeiorchester Nordrhein-Westfalen in Wuppertal. Dort war er zwei Jahre Chef des Orchesters und kam 2004 zur Militärmusik der Bundeswehr zurück, um beim Heeresmusikkorps 7 Düsseldorf (2007 aufgelöst) als 2. Dirigent zu arbeiten.
Von Dezember 2006 bis Januar 2012 leitete er das Heeresmusikkorps Ulm, mit dem er 2010 die CD Aufwärts aufnahm. Von Oberstleutnant Christoph Lieder übernahm er im August 2012 die Leitung der Big Band der Bundeswehr. Sein Nachfolger wurde Timor Chadik, als er  auf eigenen Wunsch hin im Januar 2015 zum Luftwaffenmusikkorps Münster wechselte.

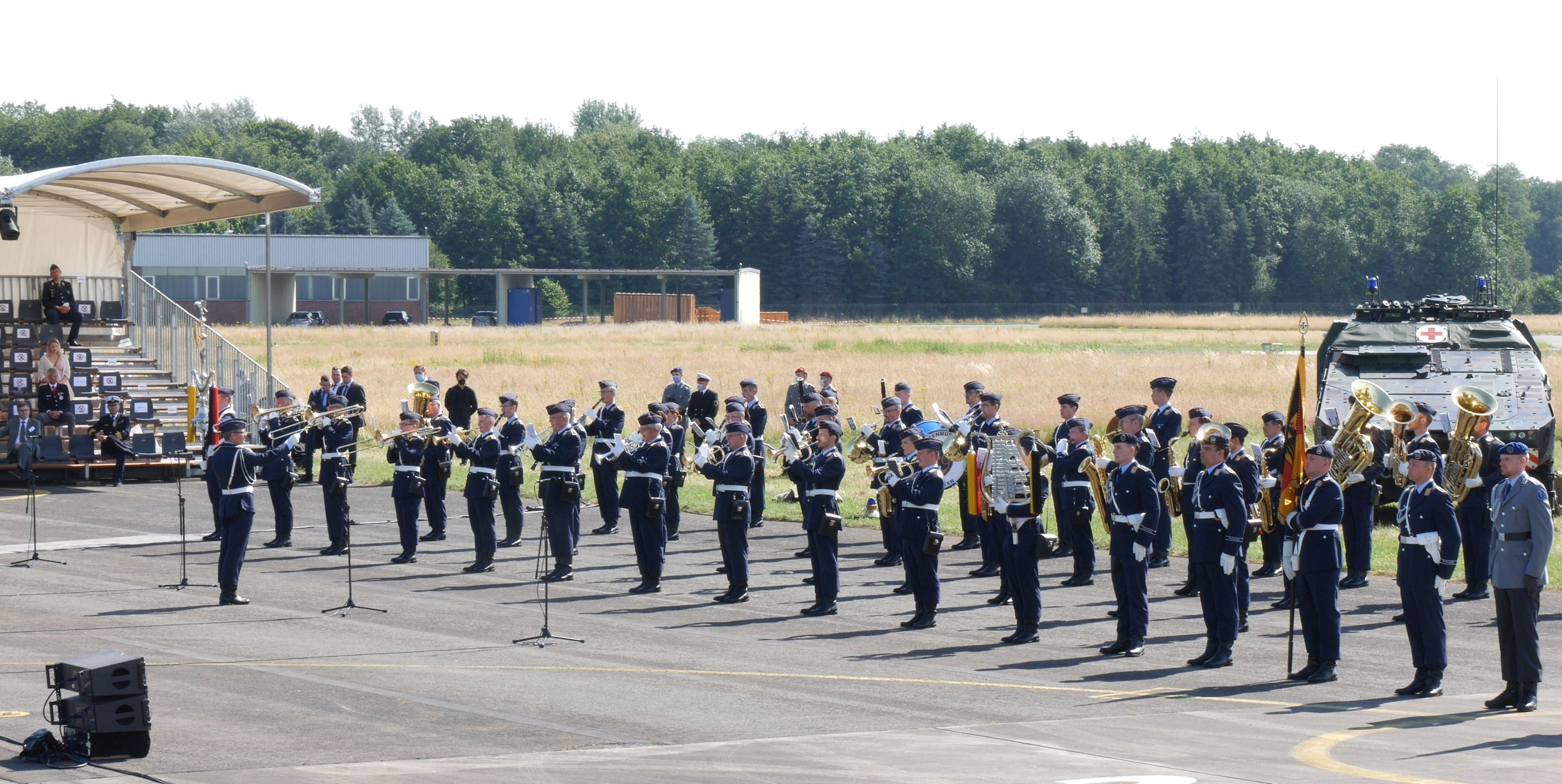
Luftwaffenmusikkorps Münster unter der Leitung von Oberstleutnant Christian Weiper

Er pflegte den luftwaffeneigenen Sound und sorgte für eine ausgewogene Programmgestaltung zwischen konzertanter, sinfonischer Blasmusik und anspruchsvoller Unterhaltungsmusik. Mehrere CD-Produktionen, darunter die CD Fantastica aus dem Jahr 2020,  spiegeln dieses Klang- und Programmideal wider.
Anfang 2017 gab das Luftwaffenmusikkorps Münster zur Eröffnung der Stadthalle im Ahauser Kulturquadrat ein Konzert und nahm dort eine CD mit dem Titel „Sinfonische Märsche großer Meister“ auf.
Am 18. Februar 2022 übernahm er von Christoph Scheibling die Leitung des Musikkorps der Bundeswehr, das als repräsentatives Konzertorchester  die Streitkräfte bei herausgehobenen konzertanten Veranstaltungen im In- und Ausland vertritt und  in der Siegburger Brückberg-Kaserne beheimatet ist. 
In der westmünsterländischen Heimat Weipers trat das Musikkorps der Bundeswehr mehrmals bei Benefizkonzerten auf.
1996 verfasste er das Werk Von der alta capella bis zum Blasorchester, das die geschichtliche Entwicklung der Bläsermusikformation in Deutschland vom Spätmittelalter bis zur Gegenwart mit besonderer Beachtung nationaler Unterschiede heutiger Blasorchesterbesetzungen aufzeigt.